# Асу
Асу (порт. Açu) — муниципалитет в Бразилии, входит в штат Риу-Гранди-ду-Норти. Составная часть мезорегиона Запад штата Риу-Гранди-ду-Норти. Входит в экономико-статистический микрорегион Вали-ду-Асу. Население составляет 52 000 человек на 2007 год. Занимает площадь 1269,235 км². Плотность населения — 40,3 чел./км².
Праздник города — 16 октября.

## История
Город основан 3 июля 1783 года. 

## Статистика
- Валовой внутренний продукт на 2003 год составляет 173 994 759,00 реалов (данные: Бразильский институт географии и статистики).
- Валовой внутренний продукт на душу населения на 2003 год составляет 3505,84 реалов (данные: Бразильский институт географии и статистики).
- Индекс развития человеческого потенциала на 2000 год составляет 0,677 (данные: Программа развития ООН).

## География
Климат местности: тропический.